# Gouverneurswahlen in den Vereinigten Staaten 2015

Karte der US-Bundesstaaten:

Die Gouverneurswahlen in den Vereinigten Staaten 2015 fanden in den Staaten Kentucky und Mississippi am 3. November 2015 sowie am 21. November 2015 in Louisiana statt. Zu wählen waren jeweils die Gouverneure für eine vierjährige Amtszeit.

## Ausgangslage und Wahl
Der republikanische Amtsinhaber in Louisiana, Bobby Jindal, und der demokratische Amtsinhaber in Kentucky, Steve Beshear, waren nicht wiederwählbar, das das Gesetz maximal zwei Amtszeiten zulässt. Dort konnte sich jeweils der Kandidat der Gegenpartei durchsetzten, Matt Bevin (R) in Kentucky und John Bel Edwards in Louisiana. In Mississippi wurde der Republikaner Phil Bryant im Amt bestätigt.
Die Gewählten wurden im Januar 2016 in ihr Amt eingeführt. Die neue Amtszeit endet jeweils 2020.
| Staat       | Amtsinhaber       | Kandidaten                                                | Bemerkungen                                                                |
| ----------- | ----------------- | --------------------------------------------------------- | -------------------------------------------------------------------------- |
| Kentucky    | Steve Beshear (D) | Matt Bevin (R) 53% Jack Conway (D) 44% Drew Curtis (I) 4% | Der Amtsinhaber durfte nicht wieder kandidieren. Zugewinn der Republikaner |
| Louisiana   | Bobby Jindal (R)  | John Bel Edwards (D) 56% David Vitter (R) 44%             | Der Amtsinhaber durfte nicht wieder kandidieren. Zugewinn der Demokraten   |
| Mississippi | Phil Bryant (R)   | Phil Bryant (R) 67% Robert Gray (D) 32%                   |                                                                            |